# Hermann Ochsenreiter
Hermann Ochsenreiter (* 11. Dezember 1846 in Tettnang; † 29. Juli 1922 in Stuttgart) war ein deutscher Apotheker, der zu den angesehensten Apothekern seiner Zeit gehörte.

## Leben
Ochsenreiter absolvierte seine Ausbildung in der Faberschen Apotheke in Crailsheim. Anschließend war er als Gehilfe in Stuttgart, Wiesbaden und Montreux tätig. Danach studierte er Pharmazie an der polytechnischen Schule in Stuttgart und an der Universität Tübingen. 1869 schloss er das Studium mit dem Apothekerexamen in Tübingen ab.
Er arbeitete als angestellter Apotheker an der Hofapotheke in Stuttgart und auswärts. 1871 kehrte er an die Hofapotheke in Stuttgart zurück, wo er zum ersten Assistenten wurde. Nach dem Tod des Vorstehers Zindel im Jahr 1880 wurde Ochsenreiter zum Vorsteher. Im Laboratorium der Hofapotheke widmete er sich der Selbstherstellung der galenischen Präparate. 1910 trat Ochsenreiter in den Ruhestand.
1895 wurde er in Anerkennung der vorzüglichen Leitung der Hofapotheke vom württembergischen König mit dem Titel Hofrat ausgezeichnet. 1907 wurde er Geheimer Hofrat. Ochsenreiter war Mitglied der Kommission für die Bearbeitung der württembergischen Arzneitaxe. 